# Cosmos Redshift 7

A Cosmos Redshift 7, também conhecida como CR7, é uma galáxia descoberta por uma equipa internacional liderada pelo astrofísico português David Sobral, sendo a galáxia mais brilhante dos primórdios do Universo.